# Інінг
Інінг — частина гри в деяких видах спорту, в яких гра за правилами ділиться на фази, впродовж яких команди виконують різні ролі — одна намагається здобути очки (атакує), а інша — завадити цьому (захищається). Прикладами таких ігор є крикет і бейсбол. Один інінг складається з двох фаз, в першій з них атакує одна команда, в другій — інша. 
В крикеті матч може складатися з одного або двох інінгів. У бейсболі — з 9 інінгів, у софтболі — 7 інінгів.